# Crannóg im Loch Bhorgastail

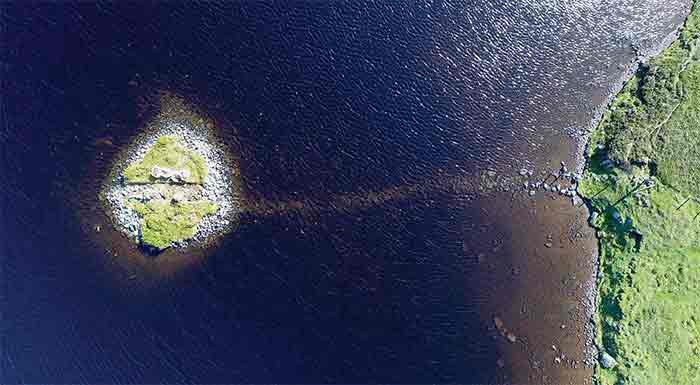
Crannóg im Loch Bhorgastail

Der Crannóg im Loch Bhorgastail wurde ab 2016 im Kontext mit Vermessungsarbeiten am Loch Bhorgastail (See) im Norden der Hebrideninsel Lewis and Harris in Schottland untersucht. Die tauchergestützte Erforschung der künstlichen Insel ermöglichte die Identifizierung zahlreicher neolithischer Keramikfragmente. Es wurde kein Material aus späteren Perioden angetroffen, was darauf deutet, dass ein neolithisches Datum sehr wahrscheinlich ist. Nach den geophysikalischen Untersuchungen im Jahr 2016 wurden 2017 kleine Ausgrabungen und photometrische Aufzeichnungen auf dem Crannóg durchgeführt.
Der Überwasserbereich schien als äußerer „Ring“ aus Steinen aufgebaut zu sein, der eine untere innere „Basis“ oder einen „Boden“ aus Steinen enthielt. Die Steinbasis schien von dunkelbraunen, torfigen Bodenablagerungen bedeckt zu sein, die wahrscheinlich mit den neolithischen Nutzungsphasen der Insel zusammenhängen. Die photometrische Vermessung über Wasser wurde mit einer Drohne durchgeführt. Es wurde eine beträchtliche Anzahl von bearbeiteten Hölzern beobachtet, zusätzlich zu denen, die bereits bei früheren Gelegenheiten festgestellt wurden. Dies lässt auf eine möglicherweise umfangreiche Holzstruktur schließen, die auf der Ostseite der Insel unter Wasser überlebte.

## Datierung
Bisher galten die ab 800 v. Chr. entstandenen über 170 Crannógs der Hebriden (auch „Island Duns“ genannten, künstlichen Inseln aus Holz und Stein) in den flachen Seebereichen als die frühesten Beispiele. Bis ins Mittelalter waren die bis zu 30 Meter großen Inseln als Behausung, Werkstatt oder Rückzugsort in Gebrauch.
In den 1980er Jahren stießen Archäologen auf der Hebrideninsel North Uist auf einen Crannog, der den Radiokarbondaten nach deutlich älter erschien. Weil jedoch keine weiteren ähnlich alten Inseln entdeckt wurden, blieb das Alter des Eilean Dhomhnaill genannten Crannógs umstritten. Jüngst wurden auf der Hebrideninsel Lewis weitere Crannógs entdeckt, die älter sind (Loch Arnish, Loch Langavat). Die Datierungen ergaben, dass sie aus der Jungsteinzeit (3640 bis 3360 v. Chr.) stammen. Damit sind die künstlichen Inseln tausende Jahre älter als nahezu alle bisher untersuchten Crannógs. Vermutlich stammen auch andere künstliche Inseln in Schottland und Irland aus dieser Zeit.

## Zweck
Einige der Inseln sind über einen steinernen Damm mit dem Seeufer verbunden. Die anderen könnten über Holzstege zugänglich gewesen oder mit dem Boot angesteuert worden sein.
Der Zweck der Crannógs ist rätselhaft. Um die Inseln wurden am Seegrund zahlreiche Keramikgefäße entdeckt, die offenbar in intaktem Zustand ins Wasser geworfen worden waren. Rußspuren zeigen, dass die Töpfe zuvor dem Feuer ausgesetzt waren und demnach benutzt wurden. Die Inseln können Orte sozialer Zusammenkünfte, ritueller Feste oder gesellschaftlicher Anlässe gewesen sein. Es liegt nahe, dass die Ereignisse, die auf den Inseln stattfanden, aus dem Alltag herausgehoben waren.